# Organic Process Research & Development
Organic Process Research & Development é uma revista científica revisada por pares publicada desde 1997 pela American Chemical Society. É indexada no Chemical Abstracts Service, Scopus, EBSCOhost, British Library, e Web of Science. O atual editor-chefe é Trevor Laird.